# Koor (toneel)
Het koor (Grieks: choros) was een essentieel element van een Griekse drama (zowel treurspel als blijspel). In de Renaissance werd dit element ook toegepast, zoals het "chorus" in de werken van William Shakespeare.
De choreuten stelden het koor samen: gewoonlijk 12 à 15 man, verdeeld in sub-groepen van drie of vijf, begeleid door een muzikant (fluitspeler). De koorpassages in een Grieks toneel werden steeds gezongen, ondersteund door choreografische bewegingen. De koorleider (korufaios > coryfee) nam vaak deel aan de dialogen (als woordvoerder van het koor).
Het is nog altijd onduidelijk wat het precieze doel van het koor was. Sommigen denken dat het koor de rol van een soort ideale toeschouwer vervulde, als beschouwende partij die meeleeft met het gebeuren, erop reageert en lucht geeft aan haar gevoelens (van vrees, medelijden en hoop), of de goden om bijstand bidt. Tegenover de heroïsche en extreme karakters van de hoofdpersonages speelt het koor vaak de rol van de middelmatigheid, het maakt dikwijls een indruk van burgerlijke bekrompenheid die heroïsche grootheid niet kan vatten en haar wijsheid en voorzichtigheid stelt tegenover de kordate houding van de helden.
Anderen zeggen dat je het koor meer als een aparte rol moet zien. In bijvoorbeeld de Oidipous Tyrannos van Sophocles neemt het koor als Thebaanse burgers echt deel aan het toneel.
Koorliederen, waarin de poëtische en ideologische bewegingsvrijheid van de auteur bijna onbeperkt is, zijn vaak juweeltjes van diepzinnige, lyrische poëzie. Zij brengen het publiek in de gepaste sfeer (vergelijk met filmmuziek tegenwoordig), bevatten soms filosofische beschouwingen waarin de tekstschrijver zijn persoonlijke wereldbeschouwing het best bloot geeft, en verschaffen het publiek vaak de nodige uitleg om het gebeurde in een ruimere context te situeren.
Het gebeurt vaak dat een Grieks toneelstuk wordt genoemd naar de groep mensen die het koor uitbeeldt. Enkele voorbeelden:
- Aeschylus: Offerplengsters, Smekelingen, ...
- Sophocles: Trachinische vrouwen, ...
- Aristophanes: Acharniërs, Ridders, ...
- Euripides: Fenicische vrouwen, Bakchanten, ...